# Изложба „Скулптура у слободном простору” (1971)
Изложба „Скулптура у слободном простору” се одржала у периоду од 23. јула до 30. септембра 1971. године у Пионирском парку.

## Излагачи
1. Милун Видић
2. Ана Виђен
3. Душан Гаковић
4. Милија Глишић
5. Олга Јанчић
6. Вида Јоцић
7. Мира Јуришић
8. Јулијана Киш
9. Владимир Комад
10. Антон Краљић
11. Момчило Крковић
12. Милија Нешић
13. Мирослав Протић
14. Милорад Рашић
15. Живојин Стефановић
16. Војин Стојић
17. Милорад Ступовски
18. Милосав Сунајац
19. Милорад Тепавац
20. Јелисавета Поповић Шобер